# Ricardo Marín
Ricardo Marín Sánchez (ur. 18 marca 1998 w mieście Meksyk) – meksykański piłkarz występujący na pozycji napastnika, od 2025 roku zawodnik Puebli.